# Gare de Tournan
La gare de Tournan est une gare ferroviaire française de la ligne de Gretz-Armainvilliers à Sézanne, située sur le territoire de la commune de Tournan-en-Brie, dans le département de Seine-et-Marne en région Île-de-France.
Elle est mise en service en 1861 par la compagnie des chemins de fer de l'Est.
C'est une gare de la Société nationale des chemins de fer français (SNCF), desservie par les trains de la ligne E du RER ainsi que par ceux de la ligne P du Transilien. Paris est à environ 35 kilomètres.

## Situation ferroviaire

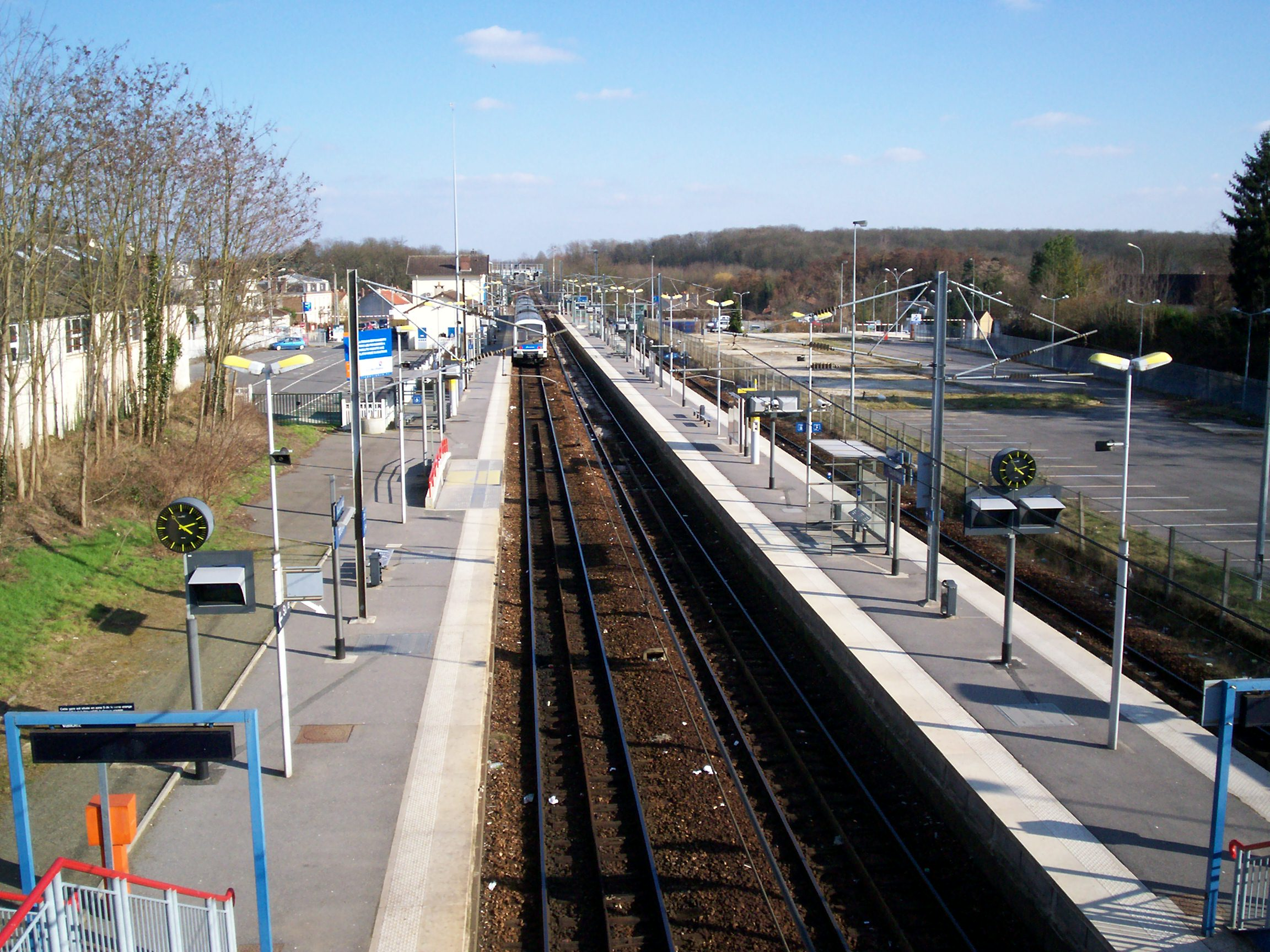
Quais et voies vus de la passerelle.

Établie à 103 m d'altitude, la gare de Tournan est située au point kilométrique (PK) 40,764 de la ligne de Gretz-Armainvilliers à Sézanne, entre les gares ouvertes de Gretz-Armainvilliers et de Marles-en-Brie.

## Histoire
En juillet 1859, la compagnie des chemins de fer de l'Est, qui vient de disposer des terrains de l'emprise de la voie ferrée, peut commencer les travaux du tronçon de Gretz à Mortcerf de la future ligne de Gretz-Armainvilliers à Sézanne. Elle procède à la mise en service commercial de ce tronçon le 2 février 1861.
En 2000, le contrat de plan État-région Île-de-France inscrit le prolongement de la ligne E du RER de Villiers-sur-Marne à Tournan. Le 14 février 2002, le conseil d'administration du Syndicat des transports d'Île-de-France (STIF) approuve l'avant-projet. Le 14 décembre 2003, la ligne est débranchée, de son réseau historique la raccordant avec la gare de Paris-Est, pour se retrouver connectée à la ligne E du RER qui aboutit à la gare souterraine d'Haussmann - Saint-Lazare. Outre les modifications concernant le trajet et les horaires, cette intégration dans le réseau RER est l'occasion d'une amélioration des services en gare. L'accès aux rames est facilité par un rehaussement des quais, qui passent de 0,55 m à 0,92 m. Des aménagements et équipements permettent l'amélioration de l'accessibilité des personnes à la mobilité réduite (PMR). Des écrans installés sur les quais permettent une information en temps réel.
Le 13 décembre 2009, la ligne P du Transilien est mise en horaires cadencés y compris pour les trains qui desservent la ligne de Gretz à Coulommiers. La navette s'arrêtant à Tournan est supprimée et remplacée par un train jusqu'à la gare de Paris-Est.

## Fréquentation
De 2015 à 2022, selon les estimations de la SNCF, la fréquentation annuelle de la gare s'élève aux nombres indiqués dans le tableau ci-dessous.

| Année     | 2015      | 2016      | 2017      | 2018      | 2019      | 2020    | 2021      | 2022      |
| --------- | --------- | --------- | --------- | --------- | --------- | ------- | --------- | --------- |
| Voyageurs | 2 128 614 | 2 107 021 | 2 082 036 | 2 017 749 | 1 971 494 | 961 576 | 1 527 630 | 2 096 889 |

## Service des voyageurs

### Accueil
Gare SNCF du réseau Transilien, elle offre divers services avec, notamment, son ancien bâtiment voyageurs toujours en service, une présence commerciale quotidienne du lundi au dimanche et des aménagements et services pour les personnes à mobilité réduite, notamment des ascenseurs et un guichet adapté. Elle est équipée d'automates pour la vente des titres de transport (Transilien et Navigo) ainsi que d'un « système d'information sur les circulations des trains en temps réel ». Le passage d'un quai à l'autre se fait soit par un souterrain à proximité de l'entrée ou par une passerelle en bout de quais en direction de Paris.

### Desserte
Tournan est à la fois le terminus de la branche E4 du RER E depuis le 14 décembre 2003 et le premier arrêt des trains de la ligne P du Transilien (réseau Paris-Est) depuis la gare de Paris-Est sur le tronçon Paris - Coulommiers.
Elle est desservie par les trains de la ligne E du RER, à raison (par sens), d'un train toutes les 30 minutes aux heures creuses et en soirée, et de deux à quatre trains par heure aux heures de pointe. Les trains de la ligne P du Transilien desservent la gare à raison d'un train par heure pour chaque direction aux heures creuses et en soirée, et d'un à deux trains par heure aux heures de pointe, en fonction de la direction.

Installations et desserte
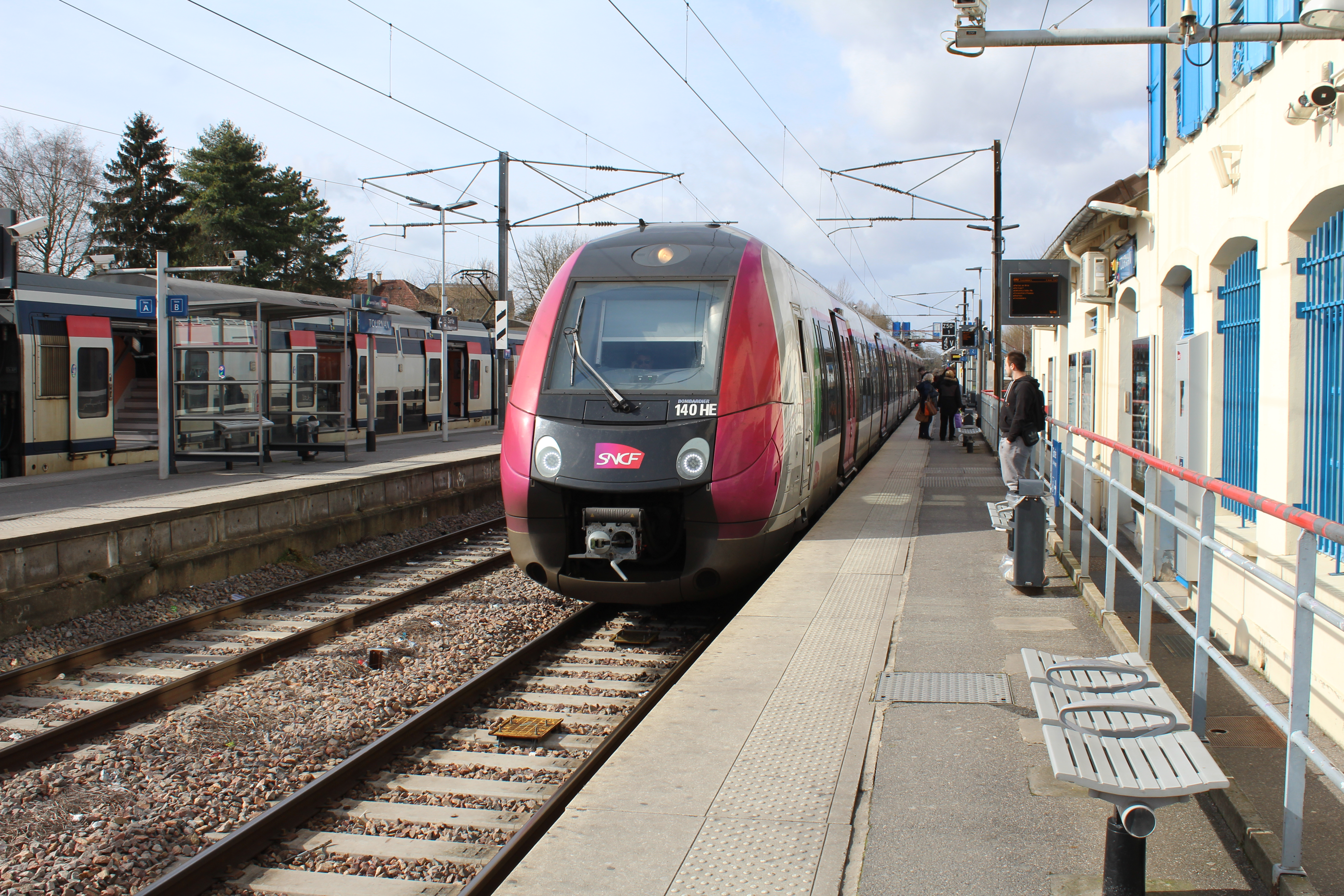
Z 50000 assurant un service CITU de la ligne Transilien P arrivant au quai de la voie C.
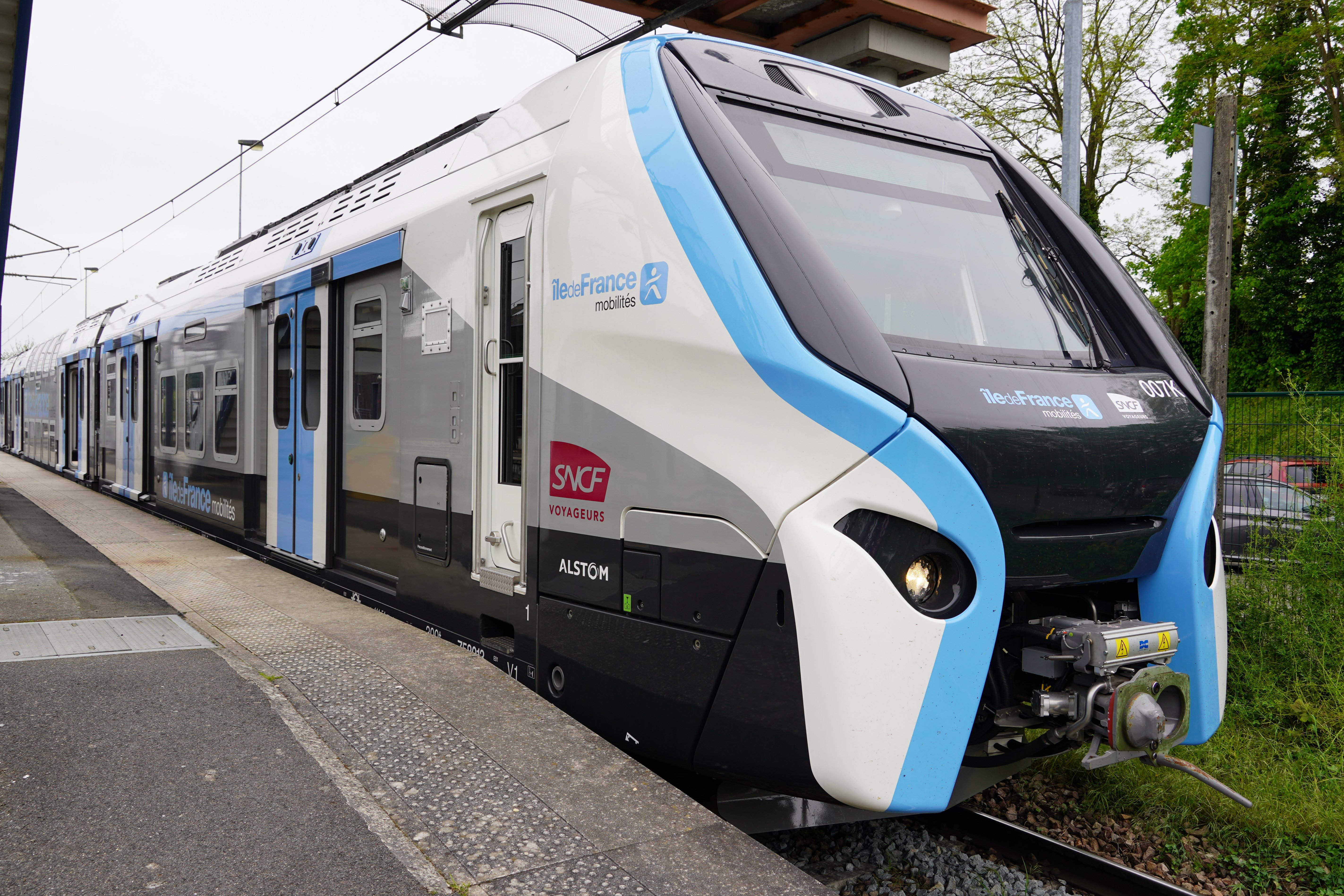
Rame Z 58000 stationnant sur la voie A.
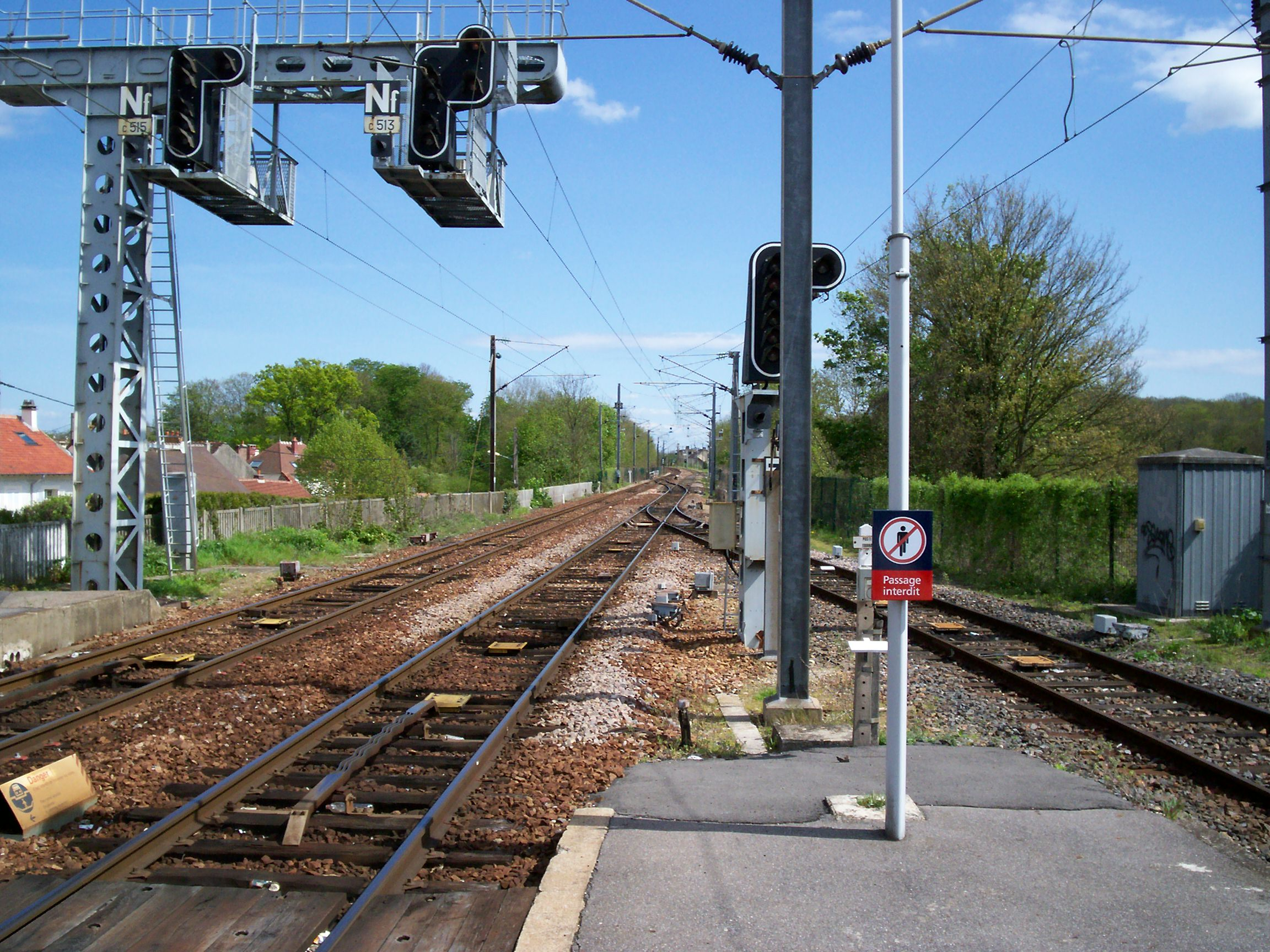
Sortie de la gare en direction de Coulommiers.

### Intermodalité
Des parkings sont aménagés au nord et au sud de la voie ferrée. Des parking sont réservés à proximité du bâtiment voyageurs pour faciliter les correspondances avec les transports. La gare est desservie par les lignes 3103, 3107, 3109, 3112, 3113, 3115, 3116, 3118, 3119, 3123, 3130, 3146, 3147, du TàD Gretz - Tournan et Soirée Tournan-en-Brie du réseau de bus Pays Briard, par la ligne 3214 du réseau de bus Provinois - Brie et Seine, par la ligne 2292 du réseau de bus de Marne-la-Vallée, par la ligne 02 du réseau de bus Meaux et Ourcq et, la nuit, par la ligne N142 du service de bus de nuit Noctilien.